# Mircea Chiorean
Mircea Chiorean (n. 6 mai 1933 – d. 18 iunie 2016) a fost un medic și profesor universitar român, co-fondator al Serviciului Mobil de Urgență, Reanimare și Descarcerare (SMURD).
A absolvit Facultatea de Biologie a Universității „Babeș-Bolyai” în 1957 și Facultatea de Medicină a Universității „Iuliu Hațieganu” în 1964. În 1982 a devenit doctor în științe medicale la Universitatea „Carol Davila” din București, iar în 1990 a devenit medic primar al Spitalului Clinic Județean de Urgență din Târgu Mureș, secția de anestezie și terapie intensivă (ATI). Între anii 1992 și 2003 a fost profesor la Universitatea de Medicină și Farmacie din Târgu Mureș.
A contribuit la scrierea a trei monografii de specialitate și a numeroase articole științifice despre anestezie, terapie intensivă și imunologie, fiind de asemenea coordonator de doctorat în domeniul medicinei.
La 28 septembrie 2010, cu ocazia aniversării a 20 de ani de la înființarea SMURD, președintele României a conferit profesorului doctor Mircea Chiorean Ordinul „Meritul Sanitar" în grad de Cavaler, cu însemn pentru civili.